# 金炯旭
金 炯旭（キム・ヒョンウク、きん けいきょく、朝鮮語: 김형욱、1925年1月16日 - 1979年10月7日失踪）は、大韓民国の軍人、政治家。第三共和国時代、朴正煕の側近として中央情報部（KCIA）部長を長く務めた。1973年、アメリカ合衆国に亡命。金大中事件やコリアゲートなど朴正煕政権の不正を暴露するも、1979年10月にパリで失踪した。KCIAによって拉致・殺害されたものと見られている。

## 生涯

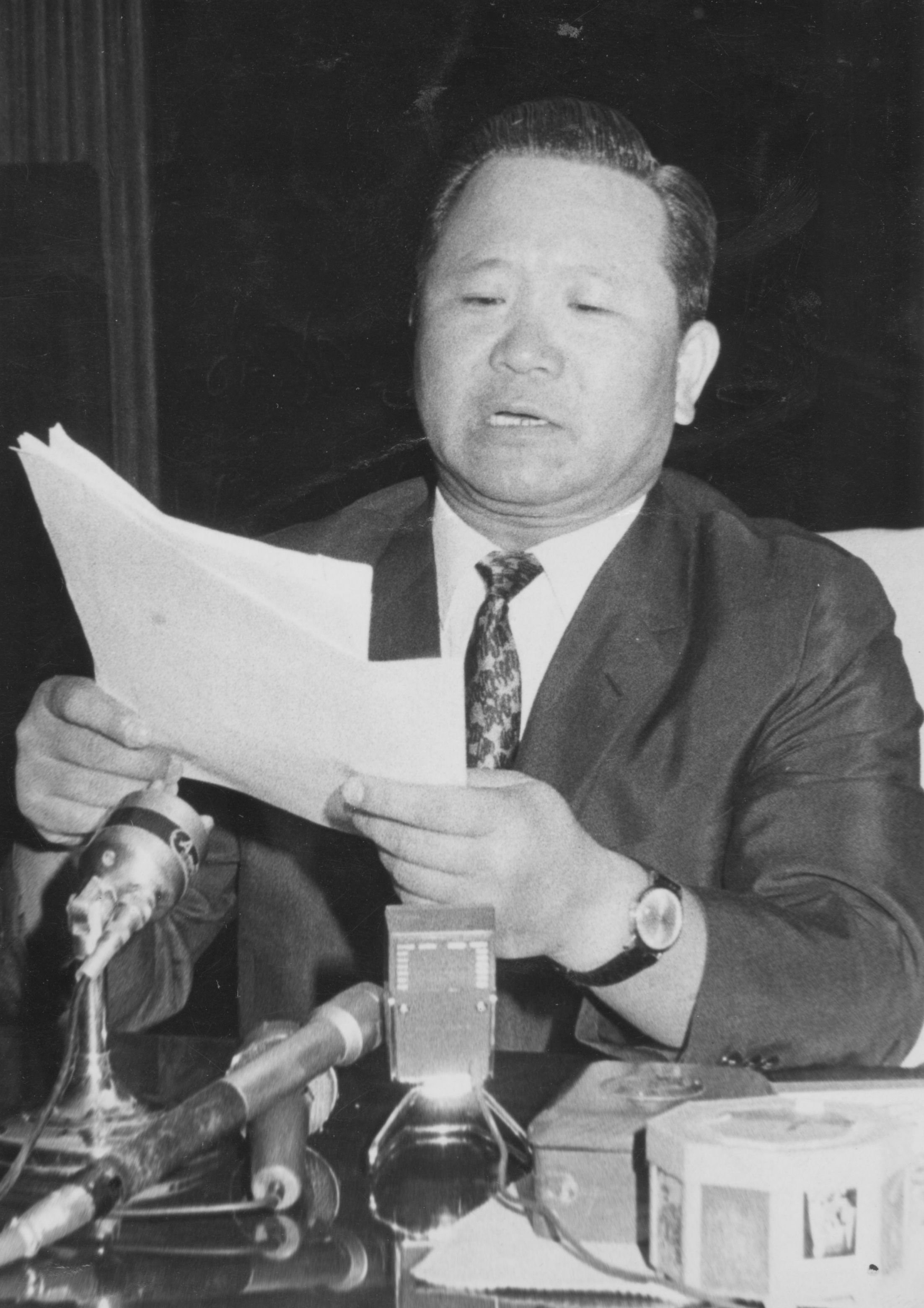
1968年8月27日、統一革命党事件について発表する金炯旭

日本統治時代の黄海道信川郡に生まれる。本貫は金海金氏。1949年に陸軍士官学校第8期を卒業し、朝鮮戦争中は首都師団中隊長を歴任。1961年5月16日、金鍾泌ら陸士8期生とともに核心メンバーとして5・16軍事クーデターに参与、同年5月27日に国家再建最高会議の最高委員へ就任すると、内務分科委員長、運営企画委員長を務めた。
1963年7月12日、第4代韓国中央情報部（KCIA）部長に就任。同年10月、陸軍准将の階級で予備役編入。同年に慶熙大学校政経大学卒業、1968年に同大学院卒業。人民革命党事件（1964年）、東ベルリン事件（1967年）、統一革命党事件（1968年）を捜査する。
3選改憲による混乱から、1969年10月20日にKCIA部長を解任される。
1971年5月の第8代総選挙に全国区から立候補し初当選した。
1972年10月17日、朴正煕が非常戒厳令を布告。19時をもって国会を解散し、現行憲法の一部条項の効力を停止させる特別宣言を発表した。この「十月維新」により議員職を剥奪された。
1973年3月、事実上大統領が任命する維新政友会所属の国会議員名簿から除外された。朴正煕への恨みはいよいよ深いものとなり、同年4月15日、台湾に出国した後、米国に亡命した。
コリアゲートの発覚後、朴政権の不正や金大中拉致事件への関与を相次いで暴露する。また、2021年に延世大学校の金大中図書館が公開した資料によると、金が1977年8月17日に韓国民主回復統一促進国民会議に第4次総会の開催を祝う電報を送り、激励の言葉を書いたことが分かった。
1979年10月1日、エール・フランスのコンコルド機でケネディ空港を発ち、一人でパリへ向かう。オテル・リッツ・パリで10月7日朝まで滞在し、同日午前10時頃、ウエストエンド・ホテルにチェックインした。滞在中、金は連日、カジノ「ルグラン・セルクル」に通っていた。7日午後7時頃に東洋人とカジノを出たのを目撃されたのを最後に消息を絶った。その後の行方についてはパリ郊外殺害説、拉致帰国説などが提起されたが、公式的には確認されていない。

## 失踪後
失踪後の1982年、ソウル刑事地方法院は欠席裁判で金に対し、反国家行為者処罰に関する特別措置法を違反した罪により懲役7年と資格停止7年を宣告した。また、ソウル城北区三仙洞の土地1,369m2を含む不動産や株などの財産も没収された。1991年、ソウル家庭法院は「1984年10月8日に死亡したと見なす」という失踪宣告判決を出した。1996年、反国家行為者処罰に関する特別措置法が違憲であるという決定により、刑事裁判で金の無罪が宣告された。金の遺族は1995年から訴訟を経て、ほとんどの没収財産を取り戻したが、三仙洞の土地の所有権は国から建設会社に移された上、土地に建てられた連立住宅の入居者に再び移された。遺族は所有権を取り戻せなくなったため、1999年に国と建設会社を相手に18億ウォンの損害賠償を求めて訴訟を起こした。
遺族は米国に住んでいたが、2004年、金の妻と次男は2001年に48歳で亡くなった長男の未亡人と孫を相手に、ニュージャージー州の地方裁判所で長男一家の住んでいる家の所有権の51%を主張し、持分を取り戻そうとして訴訟を起こした。その結果、裁判所は原告勝訴の判決を出したため、長男の妻は2004年末に家を売却した。後述の真相究明により、2005年になると韓国の多くのマスコミは長男の妻に対して金炯旭のことについて尋ねたが、遺族の財産訴訟には関心がないことに長男の妻は不満を示した。なお、長男の妻によると、長男は中学生だったごろ、金と共に狩りに出た際に地雷を踏んで足を怪我したため、金は生前に長男をとても大事にしていた。

## 真相究明
2005年2月3日、KCIAの後継機関である国家情報院の「過去事件真実究明を通じた発展委員会（過去事件真実委）」は、東ベルリン事件、民青学連事件および人民革命党事件、金大中拉致事件、大韓航空機爆破事件、正修奨学会問題、中部地域党事件とともに、金炯旭失踪事件を優先調査対象に選定した。同年5月25日、過去事件真実委は事件に関する中間報告を発表し、金はKCIAの要員によって拉致・殺害されたと認定した。それによれば、事件は当時のKCIA部長金載圭の指示により、李相悦駐フランス公使が計画、フランス研修中のKCIA要員シン某（本名ピョン某）とイ某（本名キム某）に実行させたもので、彼らは東ヨーロッパ出身者2名を雇い金を拉致・殺害、遺体は付近の山野に遺棄したという。事件の全貌を知っていると見られた李相悦は、過去事件真実委との面談において自身の関与は認めたものの、具体的な内容については一切語らず、結局真相を明かさないまま2006年4月に病死した。
一方で、KCIA関係者を中心として、事件への大統領警護室の関与を主張する声もある。金の回顧録を出版した元民主党国会議員金景梓によれば、事件当時民主化運動の活動家だった宋振燮元安山市長が西大門刑務所に収監されていた際、朴正煕暗殺事件に関与して隣房に収監されていた朴善浩元KCIA儀典課長から「金は警護室によって拉致され、青瓦台の地下室で車智澈警護室長手ずから射殺された」という話を聞いたという。しかし、金景梓自身はソウルまで移送するのは困難だとして、パリでの殺害に傾いている。事件当時KCIA総務局長だった李鍾賛元国家情報院長は、朴鐘圭元警護室長の関与を示唆し、海外担当次長だった尹鎰均もKCIAの関与を否定した。

## 著書
- 김형욱『권력과음모』1979年4月。
  - 金炯旭『権力と陰謀―元KCIA部長金炯旭が語る』合同出版、1980年12月15日。